# 黄腰响蜜䴕
，是䴕形目响蜜䴕科的一种鸟类。

## 特征
黄腰响蜜䴕体重约30.38克，翼长约89.4毫米，嘴峰长约9.9毫米，喙宽度约3.6毫米，喙厚度约4.7毫米，跗蹠长约13.9毫米，尾长约53.5毫米。黄腰响蜜䴕在其分布区内为留鸟，其栖息在开放的湖泊、沼泽等湿地环境中，食性为肉食性，主要食物来源是陆生无脊椎动物。

## 亚种
- ：分布于巴基斯坦东北部和印度西北部的喜马拉雅山脉至尼泊尔的最西部。
- ：分布于尼泊尔至印度东北部、西藏东南部和缅甸北部。[4]